# Sergio Akieme
Sergio Akieme Rodríguez (Madrid, 16 dicembre 1997) è un calciatore spagnolo, difensore dello Stade Reims.

## Biografia
Akieme nasce il 16 dicembre del 1997, a Madrid, da entrambi genitori equatoguineani, suo padre di Bata mentre sua mamma della capitale Malabo.

## Carriera

### Rayo Vallecano
Nell'agosto del 2013, il giovane viene notato dal Rayo Vallecano, squadra nella quale poi si aggregherà, dopo l'avventura al Getafe. 
Il debutto in prima squadra di Akieme avviene 2 anni dopo, nell'agosto del 2015, con il Rayo Vallecano B, nella terza divisione spagnola, in un 1-1 contro il Navalcarnero.
Il 30 dicembre dello stesso anno è stato anche incluso nella convocazione di Paco Jémenez per una partita della Liga, contro l'Atletico Madrid ma è rimasto in panchina nella sconfitta casalinga per 0-2 del giorno successivo.
Akieme debutta tra i professionisti il 6 settembre 2016, giocando titolare nella vittoria per 2-0 in trasferta della Coppa del Re contro l'Almería.
Invece, il suo debutto in Segunda División è il 9 giugno successivo, entrando in campo nel secondo tempo per Lass Bangoura nella vittoria per 2-1 in trasferta con il Siviglia Atlético.

### Barcellona
Il 2 settembre 2019 Akieme firma un contratto biennale con il Barcellona. Viene inizialmente assegnato alle riserve della Segunda División. Akieme inizia benissimo quella stagione: registra 4 assist in 23 partite da terzino sinistro. 
Il 22 febbraio del 2020	arriva la prima convocazione in prima squadra complice l'infortunio del terzino titolare Jordi Alba.

### Prestito e cessione all'Almería
Il 19 settembre 2020 Akieme si unisce all'Almería, in Segunda División, a titolo temporaneo per un anno con obbligo di riscatto fissato a 3.5 milioni,che si sarebbe concretizzato solo se l'ispanico avesse giocato almeno 22 partite.
Nella stagione 2020-2021 Akieme ne giocherà 36
e quindi il 7 luglio il club lo riscatta, facendogli firmare un contratto valevole fino al 2026.

## Statistiche

### Presenze e Reti nei Club
Statistiche aggiornate all'8 dicembre 2024.
| Stagione              | Squadra               | Campionato            | Campionato | Campionato | Coppe nazionali | Coppe nazionali | Coppe nazionali | Coppe continentali | Coppe continentali | Coppe continentali | Altre coppe | Altre coppe | Altre coppe | Totale | Totale |
| Stagione              | Squadra               | Comp                  | Pres       | Reti       | Comp            | Pres            | Reti            | Comp               | Pres               | Reti               | Comp        | Pres        | Reti        | Pres   | Reti   |
| --------------------- | --------------------- | --------------------- | ---------- | ---------- | --------------- | --------------- | --------------- | ------------------ | ------------------ | ------------------ | ----------- | ----------- | ----------- | ------ | ------ |
| 2016-2017             | Rayo Vallecano        | SD                    | 1          | 0          | CR              | 1               | 0               | -                  | -                  | -                  | -           | -           | -           | 2      | 0      |
| 2017-2018             | Rayo Vallecano        | SD                    | 3          | 0          | CR              | 1               | 0               | -                  | -                  | -                  | -           | -           | -           | 4      | 0      |
| 2018-2019             | Rayo Vallecano        | PD                    | 2          | 0          | CR              | 2               | 0               | -                  | -                  | -                  | -           | -           | -           | 4      | 0      |
| lug.-set. 2019        | Rayo Vallecano        | SD                    | 3          | 0          | CR              | -               | -               | -                  | -                  | -                  | -           | -           | -           | 3      | 0      |
| Totale Rayo Vallecano | Totale Rayo Vallecano | Totale Rayo Vallecano | 9          | 0          |                 | 4               | 0               |                    | -                  | -                  |             | -           | -           | 13     | 0      |
| 2019-2020             | Barcellona B          | SDB                   | 24+3       | 0          | -               | -               | -               | -                  | -                  | -                  | -           | -           | -           | 27     | 0      |
| 2020-2021             | Almería               | SD                    | 34+2       | 2          | CR              | 4               | 0               | -                  | -                  | -                  | -           | -           | -           | 40     | 2      |
| 2021-2022             | Almería               | SD                    | 30         | 1          | CR              | 2               | 0               | -                  | -                  | -                  | -           | -           | -           | 32     | 1      |
| 2022-2023             | Almería               | PD                    | 29         | 1          | CR              | 0               | 0               | -                  | -                  | -                  | -           | -           | -           | 29     | 1      |
| 2023-gen. 2024        | Almería               | PD                    | 19         | 2          | CR              | 0               | 0               | -                  | -                  | -                  | -           | -           | -           | 19     | 2      |
| Totale Almería        | Totale Almería        | Totale Almería        | 112+2      | 6          |                 | 6               | 0               |                    | -                  | -                  |             | -           | -           | 120    | 6      |
| feb.-giu. 2024        | Stade Reims           | L1                    | 13         | 2          | CF              | -               | -               | -                  | -                  | -                  | -           | -           | -           | 13     | 2      |
| 2024-2025             | Stade Reims           | L1                    | 11         | 1          | CF              | -               | -               | -                  | -                  | -                  | -           | -           | -           | 11     | 1      |
| Totale Stade Reims    | Totale Stade Reims    | Totale Stade Reims    | 24         | 3          |                 | -               | -               |                    | -                  | -                  |             | -           | -           | 24     | 3      |
| Totale carriera       | Totale carriera       | Totale carriera       | 169+5      | 9          |                 | 10              | 0               |                    | -                  | -                  |             | -           | -           | 184    | 9      |

## Palmarès

### Club

#### Competizioni Nazionali
- Segunda División: 2

Rayo Vallecano: 2017-2018
Almería: 2021-2022